# Ландех
Ландех (в верховье Попиха) — река в России, протекает по Пучежскому, Верхнеландеховскому и Южскому районам Ивановской области. Устье реки находится в 113 км от устья реки Лух по левому берегу. Длина реки составляет 73 км, площадь водосборного бассейна — 671 км².
В XVIII—XIX веках верхнее течение реки именовалось «Ландех» (устар. Ландихъ), однако в XX веке этому участку было присвоено наименование «Попиха».

## Течение
Ландех берёт начало в берёзово-сосновом лесу под названием Попиха. Ниже впадения Кохтовца меняет название на Ландех. Генеральное направление течения — юго-запад. Крупнейшие населённые пункты на реке — посёлки Верхний Ландех, Старилово и Нижний Ландех. В нижнем течении за посёлком Нижний Ландех протекает по заболоченной местности, где и впадает в Лух. В низовьях реки в окрестностях посёлка Мугреевский ведутся торфоразработки.

## Данные водного реестра
По данным государственного водного реестра России относится к Окскому бассейновому округу, водохозяйственный участок реки — Клязьма от города Ковров и до устья, без реки Уводь, речной подбассейн реки — бассейны притоков Оки от Мокши до впадения в Волгу. Речной бассейн реки — Ока.
Код объекта в государственном водном реестре — 09010301112110000033808.

## Притоки
(указано расстояние от устья)
- 21 км: река Пурешок (лв)
- река Богатка (пр)
- река Широкая (лв)
- река Луховка (пр)
- река Бруха (пр)
- река Маслуха (лв)
- ручей Ивлевский (лв)
- 47 км: река Нёвра (пр)
- река Бабья (пр)
- 53 км: река Кохтовец (лв)
- Петровка (пр)
- Чёрная (лв)
- Костянка (лв)
- Годовица (лв)